# Fan Popo
Fan Popo, kinesiska tecken 范坡坡, pinyin Fàn Pōpo, född 27 november 1985 i Xuzhou, Jiangsu, Kina, är en kinesisk dokumentärfilmare, författare och gayaktivist. Fan tog sin kandidatexamen vid Institutionen för filmstudier vid Pekings filmhögskola 2007 och bor och är verksam i Peking. Samma år publicerade han boken 百部同志电影全记录 (’Fullständig förteckning över hundra queerfilmer’). Därefter har Fan framför allt varit aktiv som dokumentärfilmare med fokus på HBTQ-frågor. Bland dessa kan nämnas Mama Rainbow (彩虹伴我心) som beskriver sex mödrar och deras förhållande till sina homosexuella barn och New Beijing, New Marriage, en dokumentation av ett performancekonstprojekt där två homosexuella par, ett manligt och ett kvinnligt, tog bröllopsfotografier på en central plats i Peking. Fan dokumenterade både händelsen i sig och förbipasserandes reaktioner. New Beijing, New Marriage visades även på Östasiatiska museet i Stockholm som en del av utställningen Secret Love.
Fan Popo har varit medlem av festivalkommittén för Beijing Queer Film Festival sedan 2009 och styrelseledamot i Beijing LGBT Center sedan 2010. Han har även arrangerat och deltagit i China Queer Film Festival Tours, en ambulerande queerfilmsfestival, sedan 2008.